# Star Wars: Squadrons
Star Wars: Squadrons (англ. Зоряні Війни: Ескадрильї) — бойовий космічний симулятор із всесвіту Зоряних воєн, розроблений Motive Studio та опублікована Electronic Arts. Випуск на для Microsoft Windows, PlayStation 4 та Xbox One відбувся 2 жовтня 2020. Події у грі відбуваються після Повернення джедая.

## Ігровий процес
Гравці управляють зорельотами Галактичної Імперії та Нової Республіки. На них вони можуть перенаправляти потужність між озброєнням, щитами та двигунами, щоб перемогти своїх супротивників у бою. Зорельоти Галактичної Імперії не мають щитів, проте мають інші переваги, щоб в обох команд були рівні можливості. Гравці можуть розблокувати нову зброю, щити, модернізацію та різні косметичні предмети для пілота та їхнього корабля за досвід.

#### Види зорельотів
Є чотири класи кораблів для обох сторін.
Галактична Імперія:
- ЗІД-винищувач

- ЗІД-перехоплювач

- ЗІД-бомбардувальник

- ЗІД-жнець (клас підтримки)

Нова Республіка:
- X-Wing — клас винищувачів

- A-Wing — клас перехоплювача

- Y-Wing — клас бомбардувальника

- U-Wing — клас підтримки

### Режими
У грі є два багатокористувацьких режими та режим для одного гравця:
- Історія — після битви при Ендорі та знищення другої Зірки смерті, історія чергується між двома пілотами, що летять до ескадрильї Авангард Нової Республіки та ескадрильї Титан Галактичної Імперії.

- Бій — до 10 гравців розділено на дві групи пілотів одна проти одної.

- Битви флотів  — схожий на попередній режим, але ціллю є знищення капітальних кораблів, а команда-переможець знищує флагманський корабель ворога.

## Розробка
Гра була представлена 15 червня 2020 року, коли вийшов трейлер. Вона вийде для Microsoft Windows, PlayStation 4 та Xbox One 2 жовтня 2020 року з кросс-платформовістю. Версію для ПК підтримуватиме різні гарнітури VR, а версія для PlayStation 4 підтримуватиме PlayStation VR. Усі версії гри матимуть підтримку HOTAS. Хоча гра не отримає версій на PlayStation 5 та Xbox Series X, у неї можна буде пограти завдяки зворотній сумісності на обох консолях.